# Parapellopedon
Parapellopedon is een geslacht van rechtvleugeligen uit de familie veldsprinkhanen (Acrididae). De wetenschappelijke naam van dit geslacht is voor het eerst geldig gepubliceerd in 1971 door Jago.

## Soorten
Het geslacht Parapellopedon omvat de volgende soorten:
- Parapellopedon instabilis Rehn, 1906
- Parapellopedon uniformis Rehn, 1906